# Amerikanska Jungfruöarna i olympiska sommarspelen 1992
Amerikanska Jungfruöarna deltog i olympiska sommarspelen 1992. Amerikanska Jungfruöarnas trupp bestod av 25 idrottare varav var 20 män och 5 var kvinnor. Den äldsta deltagaren var Jean Braure (57 år, 65 dagar) och den yngsta var Laurent Alfred (17 år, 311 dagar).

## Resultat

### Friidrott
Herrarnas 100 meter
- - Neville Hodge - 4 h5r1/4

Herrarnas 200 meter
- - Wendell Dickerson - 4 h1r1/4

Herrarnas 400 meter
- - Desai Wynter - h6r1/4

Herrarnas 5 000 meter
- - Marlon Williams - 12 h2r1/2

Herrarnas 10 000 meter
- - Marlon Williams - 27 h2r1/2

Herrarnas maraton
- - Calvin Dallas - 78

Herrarnas 4 x 100 meter stafett
- - Derry Pemberton, Neville Hodge, Mitch Peters, Wendell Dickerson - 5 h3r1/3

Damernas 200 meter
- - Ruth Morris - 8 h4r2/4

Damernas 400 meter
- - Ruth Morris - 8 h2r2/4

Damernas maraton
- - Ana Gutiérrez - 35

Damernas längdhopp
- - Flora Hyacinth - 9

### Boxning
Lättvikt
- - Jacobo Garcia - 9T

Mellanvikt
- - Gilberto Brown - 9T

### Cykling
Herrarnas linjelopp
- - Chesen Frey - ?

### Ridsport
Individuell hoppning
- - Charles Holzer - QR

### Segling
Herrarnas lechner
- - James Diaz - 30
  - Slutlig placering — 288 poäng (→ 30:e plats)

Herrarnas finnjolle
- - Mark Swanson - 23

Herrarnas 470
- - John Foster Jr. & John Foster Sr. - 25

Tornado
- - Charles Shipway & Jean Braure - 22

Damernas lechner
- - Lisa Neuburger
  - Slutlig placering — 160.7 poäng (→ 13:e plats)

### Skytte
- 50m Gevär liggande Herrar
  - Bruce Meredith - 31T

### Simning
- 50m Fristil herrar
  - Laurent Alfred - 48
- 100m Fristil herrar
  - Laurent Alfred - 60
- 200m Fristil herrar
  - Laurent Alfred - 51
- 100m fjäril herrar
  - Kristan Singleton - 50
- 200m fjäril herrar
  - Kristan Singleton - 39T
- 50m Fristil damer
  - Shelley Cramer - 40
- 100m Fristil damer
  - Shelley Cramer - 39
- 100m fjäril damer
  - Shelley Cramer - 43